# Max Schultze (Künstler)

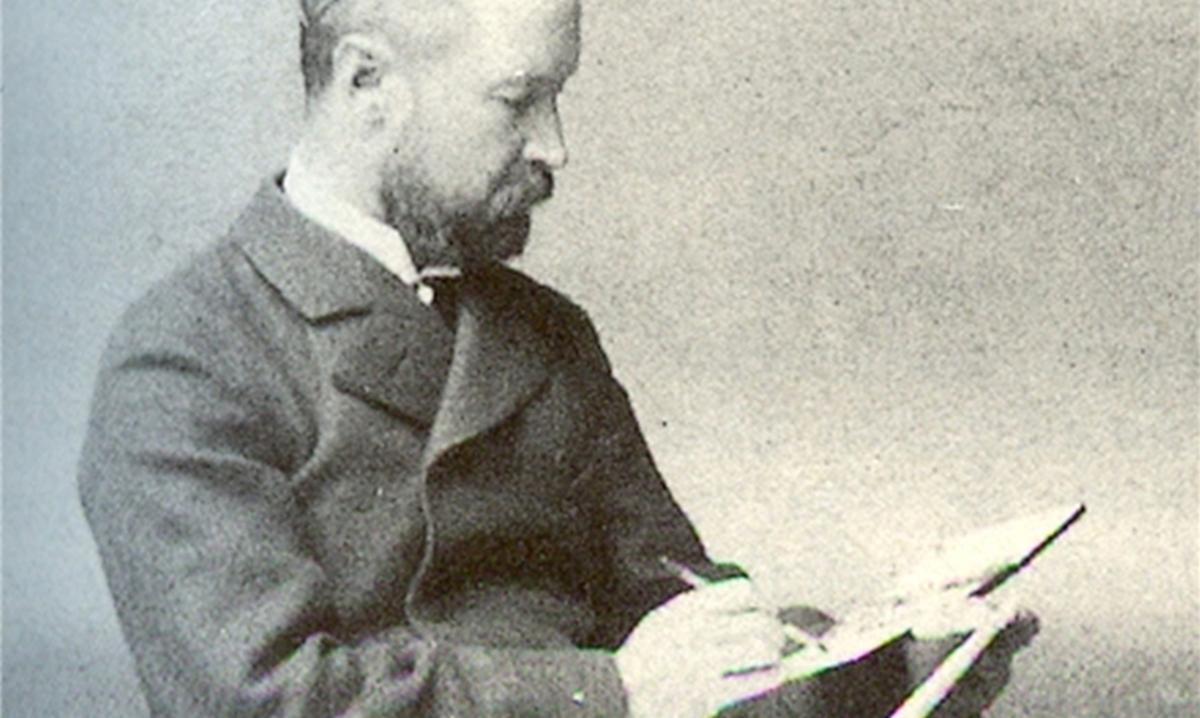
Max Schultze

Max Carl Fedor Schultze (* 4. Mai 1845 in Partenkirchen; † 5. September 1926 ebenda) war als deutscher Architekt, Maler, Fotograf und aktiver Naturschützer hauptsächlich im Raum Regensburg tätig, wo er im Auftrag der Fürsten von Thurn und Taxis den Neubau des heutigen Schlosses plante.

## Leben
Max Schultzes Vater, Friedrich Albert von Schultze, und Großvater, Albert von Schultze, waren Bayerns höchste Forstbeamte. Seine Mutter war Baur Freifrau von Heppenstein. Mütterlicherseits waren sein Urgroßvater Johann Jakob Dorner und dessen Sohn, Max Schultzes Großonkel Johann Jakob Dorner der Jüngere Maler, letzterer zählte als Mitglied der „Münchner Schule“ zu den Begründern der bayerischen Landschaftsmalerei. Max Schultze konnte von seinem Wunschberuf Maler nicht leben und studierte deshalb Architektur und Ingenieurwesen. An den beiden Kriegen 1866 und 1870/1871 nahm er als Leutnant teil. Erste Berufserfahrungen sammelte er ab 1868 bei der Vermessung und Geländeerkundung für den Bau der Eisenbahnstrecken Gemünden – Ulm und Schweinfurt – Meiningen zwischen 1868 und 1872.

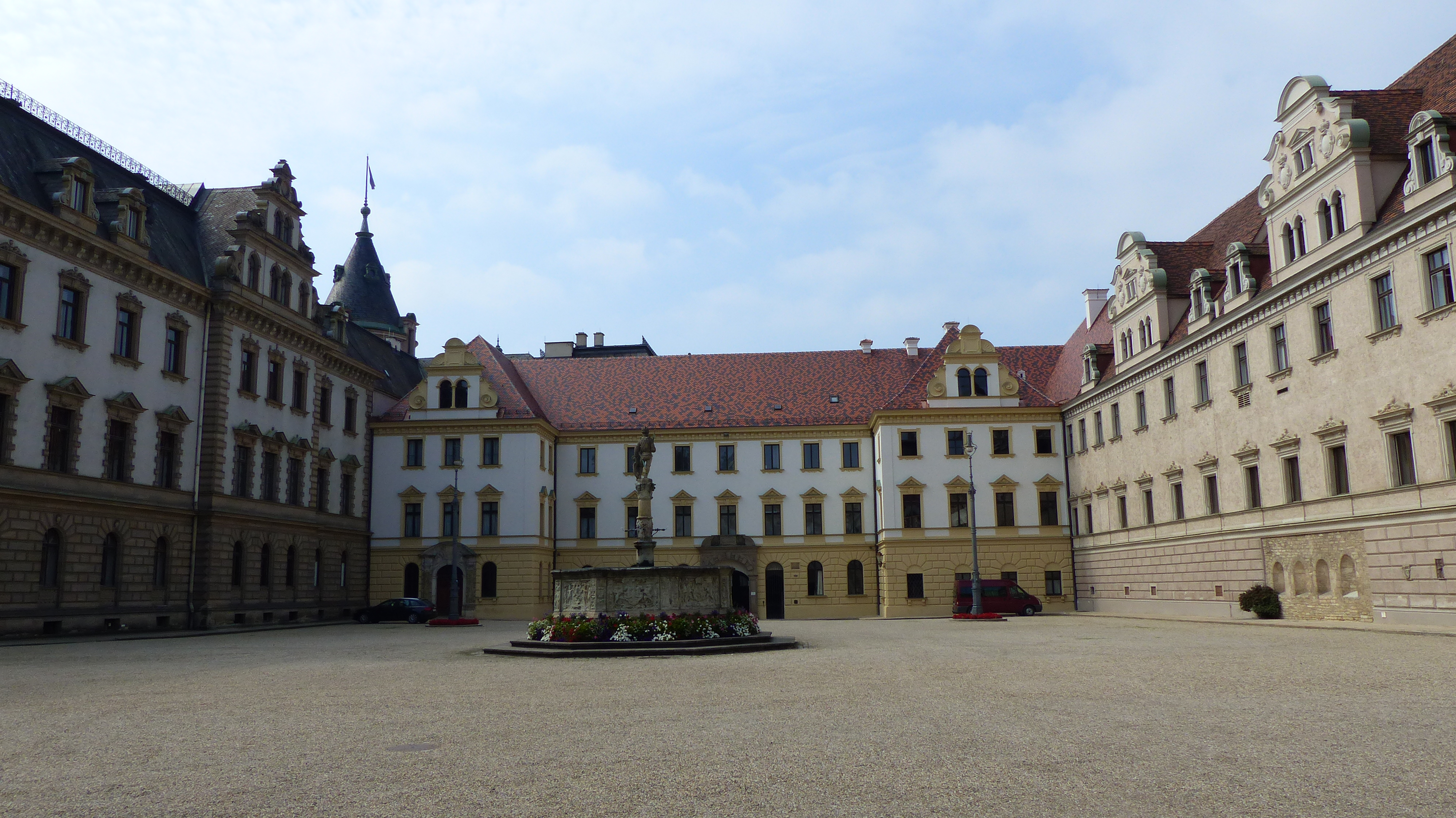
Schloss Thurn und Taxis, Regensburg (Innenhof)

Am 1. Mai 1872 trat Max Schultze als Bauinspektor in den Dienst des Fürsten Maximilian Maria von Thurn und Taxis in Regensburg. Gefördert durch die Erbprinzen-Witwe Helene (1834–90) war er ab 1874 allein verantwortlicher Architekt für das Fürstenhaus. Neben den baulichen Maßnahmen war er auch für die Inneneinrichtung der Schlösser des Fürsten zuständig. Im Juli 1882 begann Max Schultze sein Meisterwerk: Planung und Neubau des Südflügels des fürstlichen Schlosses St. Emmeram in Regensburg. Bauherr waren Fürst Maximilian Maria von Thurn und Taxis und nach dessen Tod 1885 Fürst Albert von Thurn und Taxis. Seine Bedeutung als Hofarchitekt wurde dadurch ersichtlich, dass er nicht dem Hofmarschallamt, sondern dem Fürsten direkt unterstellt war.
1890 entwarf Max Schultze eine Schmuckkassette, ein Hochzeitsgeschenk des Fürsten an seine Braut Erzherzogin Margarethe Klementine von Österreich am 16. Juli desselben Jahres, ein Hauptwerk der Regensburger Goldschmiedekunst des Historismus. Die Schmuckkassette wurde 1992 vom Fürstenhaus an das Bayerische Nationalmuseum verkauft. Der Übersarg von Fürst Maximilian Maria von Thurn und Taxis in der Fürstengruft im Kloster Sankt Emmeram wurde ebenfalls von Max Schultze entworfen. Fürstin Margarete war eine talentierte Künstlerin und schuf 1908 ein Reliefbildnis von Max Schultze, das sie am Turm des Südflügels bei dessen Vollendung anbringen ließ.
Max Schultze war Träger des Kgl. Sizilianischen Ordens Franz I., er wurde ihm verliehen vom im Exil lebenden König Franz II. von Sizilien und Neapel, einem Schwager der Erbprinzen-Witwe Helene. Für ihn plante er den neuen Teil von Schloss Garatshausen am Starnberger See.
Ab Juni 1884 nahm der bayerische König Ludwig II. die Dienste Schultzes in Anspruch. Schultze sollte Burg Falkenstein bei Pfronten planen, die neu zu errichtende Anlage sollte seinen Vorgängerbau Schloss Neuschwanstein übertreffen. Mit drei Mitarbeitern schuf Max Schultze mehrere Pläne, mehrere Ölgemälde mit Innenansichten des zukünftigen königlichen Schlafzimmers und Thronsaals und ein Modell der im byzantinischen Stil erdachten Königsburg. Letzteres steht heute im Ludwig II.-Museum in Schloss Herrenchiemsee.
Da chronischer Geldmangel des Königs den Baubeginn immer wieder verhinderte und außer einer Zufahrtsstraße und einer Wasserleitung hinauf auf den Falkenstein nichts gebaut werden konnte, nahm Max Schultze im September 1885 Abschied von dem Projekt. Er erhielt als Honorar 12.000 Mark.

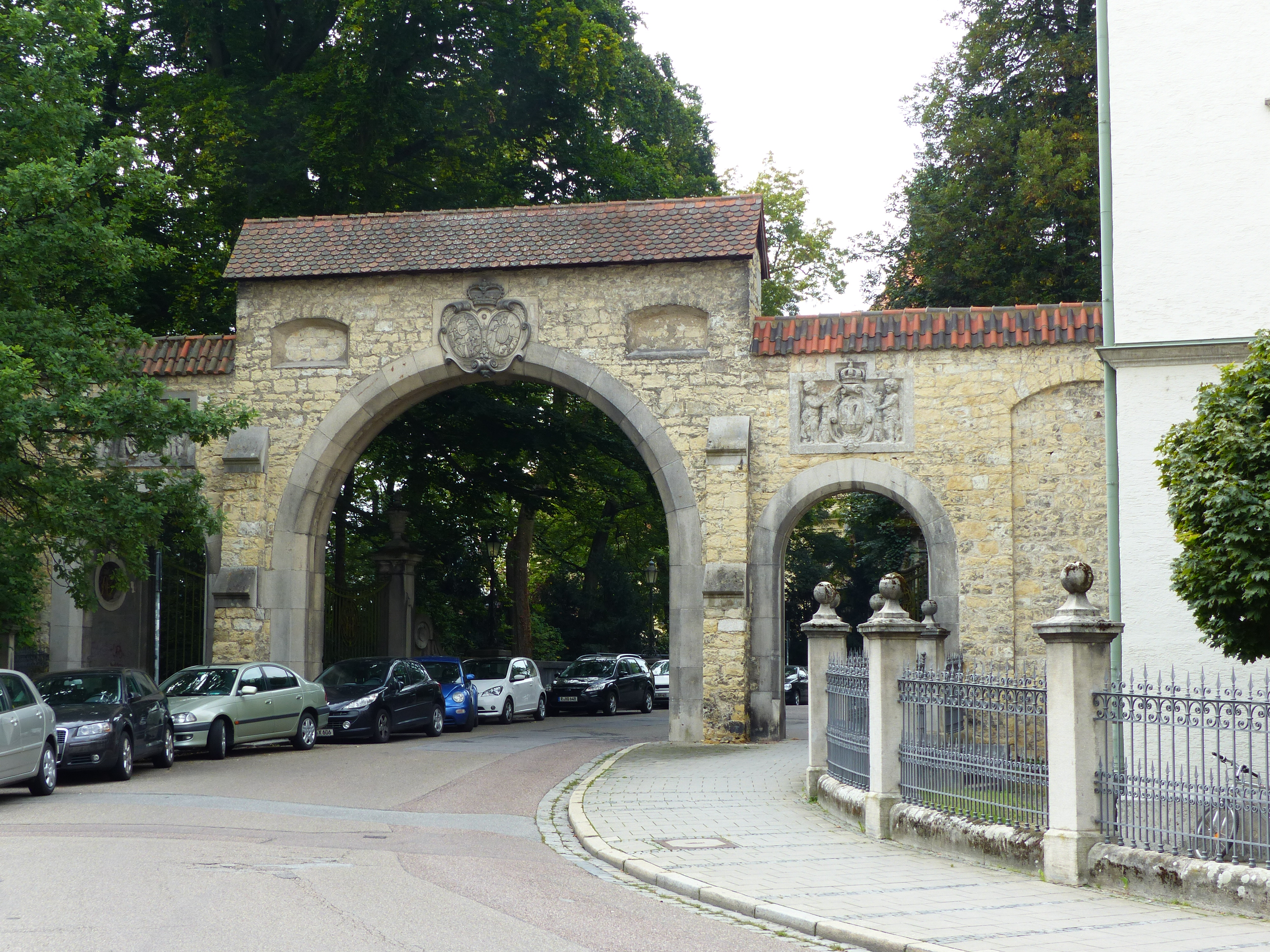
Helenentor, südwestlich vom Schloss Thurn und Taxis

Von 1891 bis 1896 war Schultze zuständig für den Bau des Hohenzollernpalais in der Prinzregentenstraße in München im Auftrag der fürstlichen Schwester und ihres preußischen Gemahls. Das Palais gehört heute Russland und ist nach inneren Umbauten seit 2008 dessen Konsulat in Bayern. Schloss Haimhausen sanierte Schultze beispielhaft unter Berücksichtigung des Denkmalschutzes.
Von 1891 bis 1898 führte Max Schultze in Regensburg die Modernisierung des gesamten fürstlichen Schlosses Thurn und Taxis und die äußere Stilanpassung des östlichen Schlossflügels an das Gesamtbild aus. In Regensburg plante Schultze außerdem den Bau mehrerer Bürgervillen, Wohnhäuser und auch den Bau des Helenentores.
Zeit seines Lebens war Max Schultze der Natur sehr verbunden. Sein bevorzugtes Urlaubsziel Südtirol hielt er in vielen Ölgemälden fest. Die Umgebung von Partenkirchen zeichnete er ebenso wie die von Regensburg. In vielen hunderten Fotografien hielt er die Schönheit der Natur um Regensburg ebenso fest wie die Architektur der Oberpfälzer Dörfer und Märkte.
1906 kaufte er einen über 1 km langen und bis zu 300 m breiten Donauuferstreifen stromaufwärts von Regensburg und bat die Sektion Regensburg des Bayerischen Wald-Vereins um dessen Pflege. Als Max Schultze 1912 Regensburg verließ, um in seinen Geburtsort Partenkirchen zurückzukehren, schenkte er der Stadt Regensburg das Ufergebiet mit seinen markanten Felstürmen und Ödungen, um es als Naturschutzgebiet zu schützen, das erste seiner Art in Bayern. Dieses heute als Naherholungsgebiet von Regensburger Bürgern genutzte Naturschutzgebiet trägt den Namen Max-Schultze-Steig.
Max Schultze war etwa ab 1870 Mitglied der Sektion Regensburg des Deutschen und Österreichischen Alpenvereins und von 1883 bis 1905 deren Vorsitzender. Er war Ehrenmitglied der Sektion Regensburg und im Bayerischen Wald-Verein.
Nach seinem 40-jährigen Dienstjubiläum bei den Fürsten von Thurn und Taxis ging er im August 1912 in Pension. Sein Nachfolger wurde Carl Schad. In seinem in Partenkirchen von ihm selbst errichteten Alterssitz „Villa Heimat“ baute er sich ein Atelier und verkaufte mit Erfolg Ölgemälde und Aquarellbilder. Das bayerische Königshaus erwarb von ihm das Gemälde „Landschaft an der Naab“.
In Partenkirchen, seinem Geburtsort, starb Max Schultze am 5. September 1926 in seiner Villa. Sein Nachlass wurde am 16./17. November desselben Jahres in München versteigert. Seine Erben verkauften die bis heute erhaltene Villa 1951.
In der Kunstwelt wird fälschlicherweise Max Schultze-Strahler sehr oft mit Max Schultze gleichgesetzt. Schultze-Strahler wurde 1866 in Berlin geboren und studierte ab dem 13. Oktober 1888 an der Akademie der bildenden Künste in München. Dies beweist der Eintrag Nr. 533 im entsprechenden Matrikelbuch.

## Bauwerke
- Schloss St. Emmeram – Südflügel, Planung, Bauherr: Fürst Maximilian Maria von Thurn und Taxis, Regensburg, 1882–1888 und 1891
- Wohnhaus, Dechbettener Straße 5 in Regensburg, Planung, Bauherr und Bewohner: Max Schultze, um 1883
- Burg Falkenstein, Falkenstein bei Pfronten, Planung, Bauherr: König Ludwig II., 1884–1885
- Jagdschloss Thiergarten und Jagdhütte Aschenbrennermarter, bei Donaustauf, Planung, Bauherr: Fürst Albert von Thurn und Taxis, 1885
- Schloss Garatshausen, Modernisierung, Bauherrin: Margarete, Erzherzogin von Österreich und Gemahlin von Fürst Albert I. von Thurn und Taxis, um 1886
- Geschäftshaus, Watmarkt 9 in Regensburg, Planung, Bauherr: Leixl, 1887
- Regensburger Hütte, Grödner Tal (Italien), Planung, Bauherr: Deutscher Alpenverein, Sektion Regensburg, 1888, Erweiterungen 1897, 1899, 1905 und 1908. Von der Erbauung bis 1904 war Max Schultze im Grundbuch als Eigentümer der Hütte eingetragen.
- Geschäftshaus, Rathausplatz 3 in Regensburg, Planung, 1890
- Schloss St. Emmeram – Ostflügel, äußere Stilanpassung, Planung, Bauherr: Fürst Albert von Thurn und Taxis, 1891
- Schloss St. Emmeram – Gesamtmodernisierung, Bauherr: Fürst Albert I. von Thurn und Taxis, 1891–1898
- Palais Hohenzollern, Maria-Theresia-Straße 17 in München, Planung, Bauherr: Prinzessin Luisa von Thurn und Taxis, 1891–1896
- Schloss Haimhausen, Haimhausen, Umbauplanung, Bauherr: Eduard James Haniel, 1893–1895
- Villa Popp, Weißenburgstraße 17 in Regensburg, Planung für Bauherr: August Popp 1890/91
- Wohnhaus, Sternbergstraße/Luitpoldstraße in Regensburg, Planung für Likörfabrikant Carl Mayer, 1894/95
- Gewerbehaus, Ludwigstraße 6 in Regensburg, Fassadenerneuerung, Entwurf für Gewerbeverein Regensburg, 1897
- Stadttheater Regensburg, Bismarckplatz in Regensburg, Modernisierung, Bauherr: Stadt Regensburg, 1898
- Prostylos, Schloss Prüfening in Regensburg; Restaurierung des Tempels im Schlosspark, Bauherr: Fürst Albert von Thurn und Taxis, 1900
- Fürstliches Hofmarschallamt, Helenenstraße und Waffnergasse, Bauherr: Fürst Albert I. von Thurn und Taxis, 1904–1909
- Gefallenendenkmal des 11. Infanterieregiments Von der Tann, Ostpark (Landshuter Straße 59), Planung für Bauherr: Offizierskorps des 11. Infanterieregiments Von der Tann, 1905
- Helenenbrücke und Helenentor, Helenenstraße in Regensburg, Planung, Bauherr: Fürst Albert von Thurn und Taxis, 1907
- Oberpfälzische Kreisausstellung – Ausstellungshallen, Stadtpark in Regensburg, Planung mit Adolf Schmetzer, 1910
- Villa Heimat, Dreitorspitzstraße 17 in (Garmisch-)Partenkirchen, Planung, Bauherr: Max Schultze, 1912
- Schloss Ostheim, Regensburg, Bauherr: Fürst Albert von Thurn und Taxis. Erbaut 1912 für ledige Zuckerfabrikarbeiterinnen, 1914–18 Verwundetenlazarett

## Schriften
- Das Panorama der Zugspitze. Alpines Skizzenbuch. Ansichten aus den Deutschen und Österreichischen Alpen. Zugleich Vorlageblätter für landschaftliches Zeichnen. (Aufsatz mit 50 Lithografien) 1888.
- Fürst Albert I. von Thurn und Taxis (Hrsg.): Fürstliches Schloss, Südflügel. Baupläne. 2 Bände, Regensburg 1893/1894.
- Auf zur Regensburger Hütte! Festschrift zum 25-jährigem Jubiläum der Sektion Regensburg des Deutschen und Österreichischen Alpenvereins. Regensburg 1895.
- Über heimische Bauweise in der Oberpfalz. Oberpfalz-Verlag, Kallmünz 1911.
- Von der Zugspitze. In: Unser Vaterland, 1. Jahrgang 1925, S. 172–175.

## Künstlerisches Werk (Auswahl)
- Weg in Partenkirchen, Bleistiftzeichnung, 1879
- Baumskizze (Entwurf 01), Bleistiftzeichnung, ~1879
- Parthie in der Faukenschlucht, Lithographie von Max Schultze, 1886; Eigentümer: Werdenfelser Museum, Garmisch-Partenkirchen
- Am Golf von Rapallo, Aquarell, (Opf. Kreisausstellung Regensburg 1910)
- Der Marktplatz in Verona, Aquarell, (Opf. Kreisausstellung Regensburg 1910)
- Blick von der Regensburger Hütte auf den Langkofel, Ölgemälde, (Opf. Kreisausstellung Regensburg 1910)
- Landschaft an der Naab, Ölgemälde, 1918
- Helfenberg, Federzeichnung für Artikel in „Die Oberpfalz (1920)“1
- Burg Parsberg, Federzeichnung für Artikel in „Die Oberpfalz (1920)“1
- Weiler Uttenhof an der Schwarzen Laber, Federzeichnung für Artikel in „Die Oberpfalz (1920)“1
- Schwarze Laber oberhalb Beratzhausen, Federzeichnung für Artikel in „Die Oberpfalz (1920)“1
- Die Neumühle oberhalb Beratzhausen, Federzeichnung für Artikel in „Die Oberpfalz (1920)“1
- Befestigter Friedhof von Oberweiling, Federzeichnung für Artikel in „Die Oberpfalz (1920)“1
- Parsberg, Federzeichnung für Artikel in „Die Oberpfalz (1920)“1
- Lupburg, Federzeichnung für Artikel in „Die Oberpfalz (1920)“1
- Bei Beratzhausen, Federzeichnung für Artikel in „Die Oberpfalz (1920)“1
- Die Laber bei Beilnstein, Federzeichnung für Artikel in „Die Oberpfalz (1920)“1
- Die Mausermühle, Federzeichnung für Artikel in „Die Oberpfalz (1920)“1
- Die Gleiselmühle, Federzeichnung für Artikel in „Die Oberpfalz (1920)“1
- Die Schafbruckmühle, Federzeichnung für Artikel in „Die Oberpfalz (1920)“1
- Bei der Papiermühle (oberhalb des Marktes Laber), Federzeichnung für Artikel in „Die Oberpfalz (1920)“1
- Mühle in Laber, Federzeichnung für Artikel in „Die Oberpfalz (1920)“1
- Kirche in Laber, Federzeichnung für Artikel in „Die Oberpfalz (1920)“1
- Gasse in Laber (I), Federzeichnung für Artikel in „Die Oberpfalz (1920)“1
- Haus in Laber, Federzeichnung für Artikel in „Die Oberpfalz (1920)“1
- Gasse in Laber (II), Federzeichnung für Artikel in „Die Oberpfalz (1920)“1
- Gasse in Laber (III), Federzeichnung für Artikel in „Die Oberpfalz (1920)“1
- Architekturmotiv aus Laber (I), Federzeichnung für Artikel in „Die Oberpfalz (1920)“1
- Architekturmotiv aus Laber (II), Federzeichnung für Artikel in „Die Oberpfalz (1920)“1
- Architekturmotiv aus Laber (III), Federzeichnung für Artikel in „Die Oberpfalz (1920)“1
- Architekturmotiv aus Laber (IV), Federzeichnung für Artikel in „Die Oberpfalz (1920)“1
- Burgruine Laber, Federzeichnung für Artikel in „Die Oberpfalz (1920)“1
- Häusergruppe an der Ruine Laber, Federzeichnung für Artikel in „Die Oberpfalz (1920)“1
- An der Laber unterhalb des Marktes, Federzeichnung für Artikel in „Die Oberpfalz (1920)“1
- Spitalmühle bei Laber, Federzeichnung für Artikel in „Die Oberpfalz (1920)“1
- Felswand unterhalb Laber, Federzeichnung für Artikel in „Die Oberpfalz (1920)“1
- Die Türkelmühle, Federzeichnung für Artikel in „Die Oberpfalz (1920)“1
- Im Hof der Türkelmühle, Federzeichnung für Artikel in „Die Oberpfalz (1920)“1
- Im Labertal bei Deuerling, Federzeichnung für Artikel in „Die Oberpfalz (1920)“1
- Blick auf Deuerling, Federzeichnung für Artikel in „Die Oberpfalz (1920)“1
- An der Kirche zu Deuerling, Federzeichnung für Artikel in „Die Oberpfalz (1920)“1
- Die Schwarze Laber bei Eichhofen, Federzeichnung für Artikel in „Die Oberpfalz (1920)“1
- Ruine der Felsenburg Loch, Federzeichnung für Artikel in „Die Oberpfalz (1920)“1
- Felsenwelt Schönhofens (I), Federzeichnung für Artikel in „Die Oberpfalz (1920)“1
- Felsenwelt Schönhofens (II) (mit Dankkreuz), Federzeichnung für Artikel in „Die Oberpfalz (1920)“1
- Felsenwelt Schönhofens (III), Federzeichnung für Artikel in „Die Oberpfalz (1920)“1
- Motiv aus Schönhofen, Federzeichnung für Artikel in „Die Oberpfalz (1920)“1
- Weiler Hardt, Federzeichnung für Artikel in „Die Oberpfalz (1920)“1
- Bergmatting bei Sinzing, Federzeichnung für Artikel in „Die Oberpfalz (1920)“1
- Sinzing, Federzeichnung für Artikel in „Die Oberpfalz (1920)“1
- Die Donau, Blick auf Sinzing (Vor dem Dorfe die Mündung der Schwarzen Laber. Links im Vordergrunde die Felsgruppe „Schwalbennest“), Federzeichnung für Artikel in „Die Oberpfalz (1920)“1
- Sinzinger Donaufähre, Federzeichnung für Artikel in „Die Oberpfalz (1920)“1
- Eibsee und Zugspitze, Aquarell, 1921;
- Festgottesdienst im Freien vor St. Anton in Partenkirchen, Aquarell, 1922

und
- 200 Fotografien aus der Natur um Regensburg
- 400 Fotoplatten aus der Natur um Regensburg
- 200 Diapositive aus der Natur um Regensburg

## Ehrungen
- 1909: Max Schultze-Relief von Fürstin Margarethe Klementine von Thurn und Taxis an der Westseite des fürstlichen Brauhauses in Regensburg
- 1912: Ein Hanggelände am rechten Ufer der Donau wurde offiziell Max Schultze Steig benannt.
- 2005: Im Naturschutzgebiet Max Schultze Steig wurde eine Höhle nach Max Schultze benannt.
- 2020: In Regensburg wurde am 6./7. März ein Symposium zu Ehren von Max Schultze durchgeführt.
- 2021: Als Teil des Symposiums fand eine mehrmonatige Ausstellung zu Max Schultze als Architekt, Maler und Naturschützer statt.